# Ahafo Ano North

Ahafo Ano North är ett distrikt i Ghana i Ashantiregionen. Distriktets yta uppgår till 571 km² och befolkningen uppgick till 71 952 invånare vid folkräkningen 2000. Distriktets huvudort är Tepa.

## Administrativ indelning
Distriktet är indelat i en town council och fem area council:
- Tepa (Town council)
- Abu-Bone
- Anyinasuso
- Biakoye
- Kwasu Abu
- Subriso